# 水塚

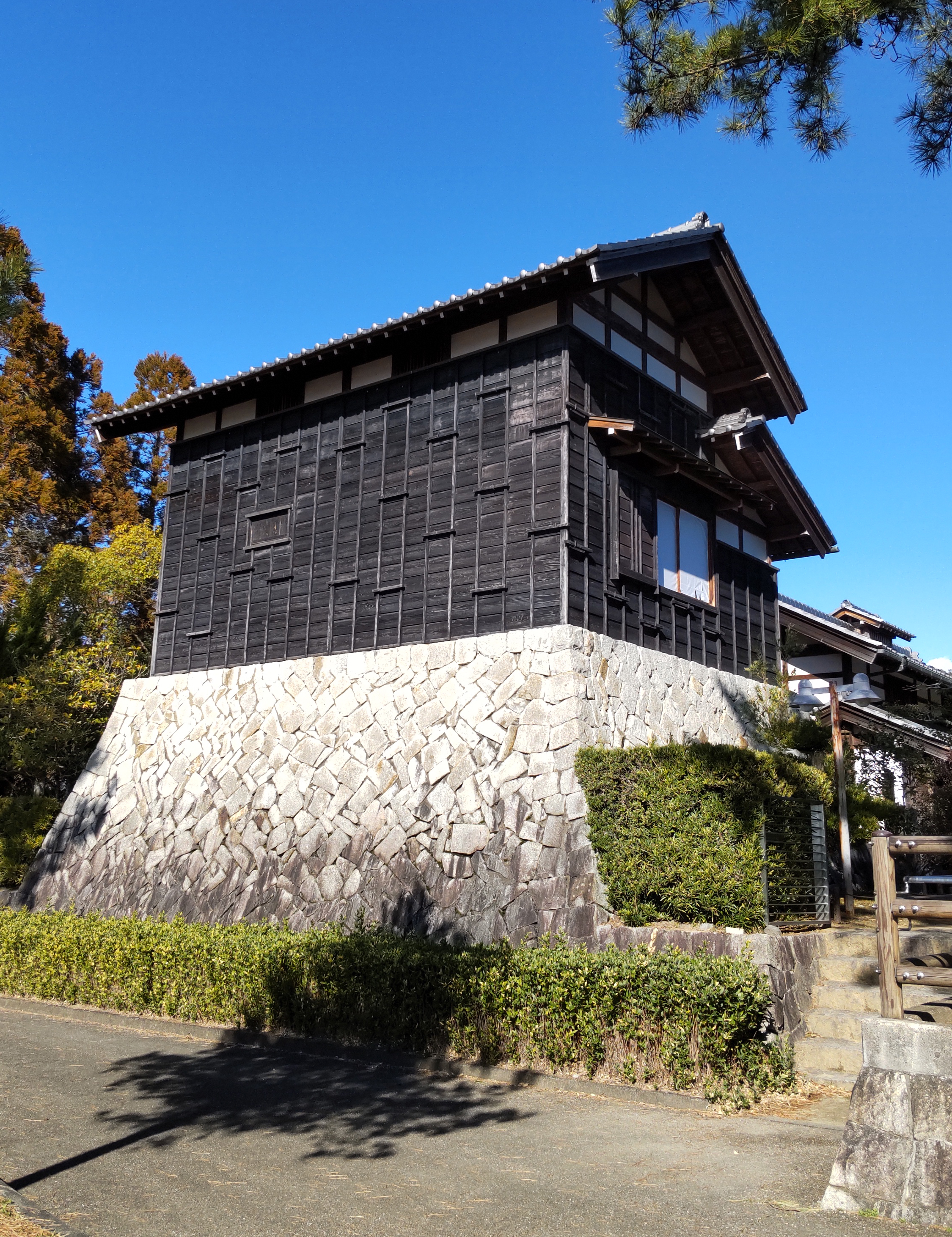
木曽三川の「水屋」（木曽三川公園センター）

水塚（みづか、みずつか、みつか）とは、洪水の際に避難する水防施設である。
母屋よりも数十センチメートルないし3メートルほど高く盛土を施した上に設けられた倉などの建物、あるいはその盛土をいう。
こういった建築形式は日本各地の洪水常襲地域に広く共通して見られ、主に荒川流域や利根川流域のものを「水塚」と呼ぶ。
他の地域の同様の目的の施設として、木曽三川では「水屋」、淀川中流部では「段蔵（段倉）」、信濃川中流部では「水倉」が挙げられる。
水塚の建物の1階には米俵や味噌樽、醤油などの食料、2階には布団やちゃぶ台、衣類を入れた長持や行李などの生活道具が備えられていた。
また、一部地域では母屋から仏壇などを滑車を使って引き上げる工夫が施されていた。
近年の治水工事により洪水が減少した結果、水塚の多くは消失していった。
現在では千葉県立関宿城博物館や埼玉県立川の博物館に水塚が展示されている。